# Joan Beltran Bofill
Joan Beltran Bofill (Badalona, 17 de juny de 1934 - Pollença, 14 d'abril de 2009) fou un pintor figuratiu amb connotacions sorollistes.
Estudià a la Reial Acadèmiia Catalana de Belles Arts de Sant Jordi i a l'escola Llotja de Barcelona. De jove va treballar per RBA en la col·lecció El Molino, il·lustrant entre d'altres, obres d'Agatha Christie. El seu primer contacte amb l'illa de Mallorca va ser quan es va incorporar a files a Pollença. Aquella llum i paisatge li proporcionaren unes condicions idíl·liques que ell reflectí amb mestria en les seves obres. Exposà a les Galeries Wally Findlay Galleries International (Paris, New York, Chicago, Palm Beach). Del 1960 al 1973 deixà la pintura en un segon terme. L'any 1984 publicà el llibre "Beltran Bofill". Fins als darrers dies continuà buscant en la llum i el paisatge de Pollença els temes que foren la seva font d'inspiració.